# مارك بورش
مارك بورش (بالإنجليزية: Marc Burch)‏ (7 مايو 1984 بسينسيناتي في الولايات المتحدة - ) هو لاعب كرة قدم أمريكي في مركز الدفاع. شارك مع منتخب الولايات المتحدة تحت 18 سنة لكرة القدم ومنتخب الولايات المتحدة تحت 20 سنة لكرة القدم. أما مع النوادي، فقد لعب مع دي.سي. يونايتد وسياتل ساوندرز وكولورادو رابيدز وكولومبوس كرو ولوس أنجلوس غلاكسي وCleveland Internationals ‏.

## وصلات خارجية
- مارك بورش على موقع الدوري الأمريكي (الإنجليزية)
- مارك بورش على موقع قاعدة بيانات كرة القدم.إي يو (الإنجليزية)
- مارك بورش على موقع Soccerway.com (الإنجليزية)
- مارك بورش على موقع عالم كرة القدم.نت (الإنجليزية)
- مارك بورش على موقع AS.com (الإسبانية)